# 標準重力參數
在太空動力學上，一個天體的標準重力參數 {\displaystyle \mu \ } 是萬有引力常數 {\displaystyle G} 和它質量：
{\displaystyle \mu =GM\ }
標準重力參數的單位是 km3s-2

## 細小物件環繞主天體

### 假設
基於太空動力學標準假設，得出：
{\displaystyle m<<M\ }
- {\displaystyle m\ } 是次天體的質量，
- {\displaystyle M\ } 是主天體的質量，

而整個系統的標準重力參數就是主天體標準重力參數。

### 圓軌道
{\displaystyle \mu =rv^{2}=r^{3}\omega ^{2}=4\pi ^{2}r^{3}/T^{2}\ }
- {\displaystyle r\ } 是軌道的半徑，
- {\displaystyle v\ } 是軌道速率，
- {\displaystyle \omega \ } 是角速度，
- {\displaystyle T\ } 是軌道周期。

### 橢圓軌道
以下這條恆等式概括了橢圓軌道：
{\displaystyle \mu =4\pi ^{2}a^{3}/T^{2}\ }
- {\displaystyle a\ } 是半長軸。

对于所有的抛物线轨道，{\displaystyle rv^{2}\ }都是常数，等于{\displaystyle 2\mu \ }。
对于椭圆和双曲线轨道，{\displaystyle \mu \ }是半长轴的二倍乘以比较轨道能量的绝对值。

## 两个物体互相环绕
在更加一般的情况下，其中物体并不一定是一个大一个小，我们定义：
- 向量{\displaystyle \mathbf {r} \ }为一个物体相对于另一个的位置；
- {\displaystyle r\ }、{\displaystyle v\ }，在椭圆轨道的情况下，还要定义半长轴{\displaystyle a\ }；
- {\displaystyle \mu ={G}(m_{1}+m_{2})\ }（两个{\displaystyle \mu \ }的值之和）

其中：
- {\displaystyle m_{1}\ }和{\displaystyle m_{2}\ }是两个物体的质量。

那么：
- 对于圆轨道，{\displaystyle rv^{2}=r^{3}\omega ^{2}=4\pi ^{2}r^{3}/T^{2}=\mu \!\,}
- 对于椭圆轨道，{\displaystyle 4\pi ^{2}a^{3}/T^{2}=\mu \ }（a的单位是AU，T的单位是年，M是相对于太阳的总质量，我们得出{\displaystyle a^{3}/T^{2}=M}）
- 对于抛物线轨道，{\displaystyle rv^{2}\ }是常数，等于{\displaystyle 2\mu \ }
- 对于椭圆和双曲线轨道，{\displaystyle \mu \ }是半长轴的二倍乘以比较轨道能量的绝对值，后者定义为系统的总能量除以约化质量。

地球的标准重力参数称为地心引力常数，等于398 600.441 8 ± 0.000 8 km3s-2。所以误差是1比500 000 000，比{\displaystyle G}和{\displaystyle M}的误差都要小很多（1比7000）。
太阳的标准重力参数称为日心引力常数，等于1.32712440018×1020 m3s-2。